# Епархия Мирасема-ду-Токантинса
 Епархия Мирасема-ду-Токантинса  (лат. Dioecesis Miracemana Tocantinensis) — епархия Римско-Католической церкви с центром в городе Мирасема-ду-Токантинс, Бразилия. Епархия Мирасема-ду-Токантинса входит в митрополию Палмаса. кафедральным собором епархии Мирасема-ду-Токантинса является собор святой Терезы.

## История
11 октября 1966 года Святой Престол учредил территориальную прелатуру Мирасемы, выделив её из епархии Порту-Насиунала. В этот же день территориальная прелатура Мирасемы вошла в митрополию Гоянии.
4 августа 1981 года территориальная прелатура Мирасемы была преобразована в епархию. 4 октября 1989 года епархия Мирасемы была переименована в епархию Мирасема-ду-Токантинса.
27 марта 1996 года епархия Мирасема-ду-Токантинса передала часть своей территории в пользу возведения архиепархии Палмаса.

## Ординарии епархии
- епископ James Collins (27.10.1966 — 14.02.1996);
- епископ João José Burke (14.02.1996 — 14.03.2006)
- епископ Philip E. R. Dickmans (21.05.2008 — по настоящее время)

## Источник
- Annuario Pontificio, Ватикан, 2005
- Булла De animorum utilitate  (лат.)